# 587 (číslo)
Pět set osmdesát sedm je přirozené číslo. Následuje po čísle pět set osmdesát šest a předchází číslu pět set osmdesát osm. Římskými číslicemi se zapisuje DLXXXVII a řeckými číslicemi φπζ.

## Matematika
587 je:
- Deficientní číslo
- Prvočíslo
- Nešťastné číslo

## Astronomie
- (587) Hypsipyle je planetka hlavního pásu, kterou objevil v roce 1906 Max Wolf

## Roky
- 587
- 587 př. n. l.